# Daohe (köpinghuvudort i Kina, Heilongjiang Sheng, lat 44,03, long 130,83)
Daohe är en köpinghuvudort i Kina. Den ligger i provinsen Heilongjiang, i den nordöstra delen av landet, omkring 380 kilometer sydost om provinshuvudstaden Harbin. Antalet invånare är 14 762. Befolkningen består av 7 024 kvinnor och 7 738 män. Barn under 15 år utgör 14,0 %, vuxna 15-64 år 75 %, och äldre över 65 år 9,0 %.
Runt Daohe är det ganska glesbefolkat, med 28 invånare per kvadratkilometer. Det finns inga andra samhällen i närheten. Omgivningarna runt Daohe är en mosaik av jordbruksmark och naturlig växtlighet.
Genomsnittlig årsnederbörd är 928 millimeter. Den regnigaste månaden är juli, med i genomsnitt 186 mm nederbörd, och den torraste är januari, med 6 mm nederbörd.